# 横川町 (広島市)
横川町（よこがわちょう）とは、広島市西区にある町名である。市内から県北部、さらには山陰に向かう交通の結節点として知られている。

## 地形
- 西の太田川と東の本川（旧太田川）および天満川にはさまれたデルタの北半部東岸に位置している。町の南端は本川と天満川の分岐点に面している。
- 東は楠木町、北は三篠町、東の横川新町は太田川（放水路）をはさんで竜王町、南は天満川をはさんで中区広瀬・寺町地区にそれぞれ隣接している。

## 概要

### 町名の由来
- かつては町の南端（中広町との境界付近）にも、太田川（旧三篠川）と天満川を結ぶ形で川（当時の福島川 - 山手川に合流）が流れており、他の太田川の本支流が全て南北方向に流れているのに対し、この川だけ東西方向に流れているため、「横川」と呼ばれていた。
- この川が町名の由来であるが、福島川とともに太田川放水路整備の一環として埋め立てられ、現在は横川新町となっている。

### 住居表示
- 横川町1〜3丁目（よこがわちょう）
- 横川新町（よこがわしんまち）

## 歴史

### 楠木村・三篠村から広島市へ
江戸時代の横川は沼田郡楠木村の一部であり、明治時代になって1889年の町村制発足により同郡三篠村に編入、同村の大字楠木に属した。その後三篠村は安佐郡に変更され、ついで町制施行によって三篠町と改称した。安佐郡三篠町は1929年広島市に編入合併されたことにともない横川地区も広島市の一部になった。

### 県北交通の一大拠点
この中で横川は、交通の要地として発展を遂げていった。すなわち江戸時代には雲石街道（国道54号線の旧線）から広島城下への入り口として早くから町屋が形成されていた。明治になって1897年、山陽鉄道（現JR山陽本線）が徳山まで開通すると、村内には広島駅の西隣の駅として横川駅が開業し、旧雲石街道には商店街が形成された。翌98年、横川駅から分岐し本川の河岸の貨物積卸場に至る支線が設置された（現存しない）。1903年には日本最初の乗合バスが横川〜可部間に開業したが同年中に廃止された。さらに1910年（明治43年）には大日本軌道の横川〜祇園間の路線（現在のJR可部線）が開通した。1917年（大正6年）には、市電（現在の広島電鉄横川線）が左官町（現在の中区本川町）から横川まで開通、横川は同年浜田方面への郊外バスの発着場となるなど県内陸交通の一大拠点となり広島の北の玄関口としての地位を固めた。

### 広島市編入から現在まで
広島市への編入合併後、旧三篠町域はそのまま「広島市三篠町」となったため、横川も三篠町大字楠木の一部であったが、1933年の町名変更で「横川町」が新設された。1945年8月6日の原爆投下に際しては、爆心地から2kmの同心円内に入っており、熱線・放射線・爆風による直接被害はもちろん、火災による二次被害などで町内は全壊全焼して壊滅し、住民からも多くの犠牲者を出した。1965年には太田川改修事業の進行にともない西側の埋立地を中心に横川新町が設置され現在に至っている（歴史については三篠町参照）。
2001年より横川駅リニューアル事業が行われた。広島電鉄の横川駅電停を横川駅南口広場に乗り入れ、JR駅舎の建て替えや駅ビルの建設などが行われた。この事業に伴い、広島電鉄の路面電車は江波ゆきのみであったが、7号線の復活（横川駅―広電本社前）により乗り換えなしで広島市中心部へのアクセスが可能となった。

### 新たな町づくりへ
駅周辺は横川駅にあわせたリニューアルを行ったり、木村カエラ、奥田民生出演の映画『カスタムメイド10.30』のロケが行われた。また、バスに関連した広報活動、若者への支援活動など、商店街を中心に若者へのアピール活動を行なっている。
一方その若者アピールの一環として、2010年代後半から商店街を中心にサッカーとの関わりが強くなっている。これは2007年に、Jリーグ・サンフレッチェ広島の試合会場である広島ビッグアーチへのシャトルバスが、横川駅から直通便が発着することとなり、この際サポーターが商店街にサンフレッチェのポスターや幟で飾り付けたいと提案したことがきっかけである。ここから商店街からサッカーで町おこしをという機運が高まり、2011年女子W杯でのなでしこジャパン優勝を機に女子サッカーチーム創設となり、運営法人であるNPO法人広島横川スポーツ・カルチャークラブを設立、そして横川をホームタウンとして「アンジュヴィオレ広島」が誕生した。2015年から横川駅周辺・横川商店街一帯で盛り上がるハロウィンイベント「横川ゾンビナイト」が10月下旬に開催されている。

## 施設

### 公共施設
- 西区民文化センター
  - 広島市立西区図書館
- 横川駅前交番

### 教育機関
- 横川保育園
- 広島情報ビジネス専門学校（学校法人上野学園系列）
- 広島コンピュータ専門学校（学校法人上野学園系列）
- 広島公務員専門学校（学校法人上野学園系列）
- 広島県建築高等職業訓練校（広島建築共同職業訓練協会）

### 金融機関
- 広島銀行横川支店
- 広島信用金庫横川支店
- 山陰合同銀行広島西支店

### 郵便局
- 横川郵便局

### 商店
- カジル横川店
  - フレスタ横川店
- 横川NKビル（横川駅ビル）
  - auショップ横川
  - ソフトバンク横川駅
  - ウォンツ横川駅店
- 横川商店街
  - ウォンツ横川店
- フタバ図書（創業地）
- 横川シネマ
- 小田億ファインズ本店

### 企業
- モルテン（ゴム製品）
- 第一学習社（教科書出版）
- 小田億（家具販売）
- フレスタ（小売業）

### 橋梁
- 横川橋（天満川対岸の寺町とを結ぶ。国道54号旧々線が通る）
- 横川新橋（同上。国道183号線が通る）

## 交通
横川は1903年に日本で初めて営業運転を行った乗合バスの起点となる等、古くから広島市と芸北・備北地方や山陰を結ぶ交通の要衝であった。

### 鉄道
- JR横川駅（横川町3丁目）
  - 山陽本線 （岩国方面 - 西広島） - 横川駅 - （新白島 - 広島 - 西条・呉方面）
  - 可部線 （可部・緑井方面 - 三滝） - 横川駅 - （新白島 - 広島）
- 広島電鉄横川線 横川駅電停 - 横川一丁目電停 - （別院前 - 十日市町方面）
  - 7号線 横川駅 - 紙屋町西・広電本社前・広島港方面
  - 8号線 横川駅 - 土橋・舟入本町・江波方面

### 路線バス
- 横川駅前 バス停（横川1丁目・横川3丁目） （広島交通[4]・広電バス[5]・広島バス[6]・中国JRバス[7]）
  - 横川駅前バス停に停車する路線は「横川駅 (広島県)#バス路線」を参照
- 横川新町 バス停（広電バス）
  - 7号線、8号線、61,63,65号線が横川新町バス停を経由する

### 道路

#### 国道
- 国道183号（寺町通り・可部街道） 国道261号と重複
  - （紙屋町・十日市町方面） - 横川新橋 - 横川駅前交差点 - 横川駅（東）交差点 - 横川三丁目交差点 - （祇園大橋・緑井方面）

#### 広島県道
- 広島県道84号東海田広島線（城北通り）
  - 横川三丁目交差点 - （城北駅北・白島・広島駅前方面）
- 広島県道277号古市広島線（旧道 旧国道54号）
  - 横川駅（東）交差点 - （三篠町・新庄橋方面）

#### 市道
- 広島市道横川江波線（寺町通り）
  - （江波・土橋・十日市町方面） - 横川駅前交差点
- 広島市道駅前観音線（中広通り）
  - （観音・中広方面） - 横川駅前交差点

## 人口
2023年12月末の人口と世帯数は以下の通り。
| 町名         | 人口  | 世帯数 |
| ------------ | ----- | ------ |
| 横川町一丁目 | 1,147 | 710    |
| 横川町二丁目 | 1,527 | 1,046  |
| 横川町三丁目 | 1,138 | 762    |
| 横川新町     | 1,663 | 1,025  |
| 計           | 5,465 | 3,543  |

## 関連事項
- 広島市町名・地区一覧